# Fuxing, Zhong
Fuxing (kinesiska: 复兴) är en köping i sydvästra Kina. Den ligger i Zhong härad i storstadsområdet Chongqing, omkring 170 kilometer nordost om det centrala stadsdistriktet Yuzhong.